# Czyżew
Czyżew là một thị trấn thuộc huyện Wysokomazowiecki, tỉnh Podlaskie ở đông-bắc Ba Lan. Thị trấn có diện tích 5 km². Đến ngày 1 tháng 1 năm 2011, dân số của thị trấn là 2755 người và mật độ 527 người/km².